# Кормышева, Элеонора Ефимовна
Кормышева Элеонора Ефимовна (р. 17 октября 1945 г., Москва) — советский российский историк, востоковед, египтолог, доктор исторических наук, заведующая сектором Института востоковедения РАН, директор Центра египтологии имени В. С. Голенищева РГГУ, руководитель Российской археологической экспедиции в Гизе, специалист в области нубиологии и мероистики.

## Биография
Элеонора Ефимовна Кормышева (Миньковская) родилась 17 октября 1945 г. в Москве.
В 1964 г. окончила исторический факультет Московского Государственного Университета им. М. В. Ломоносова. В 1970 г. поступила на работу в Институт востоковедения АН СССР.
В 1975 г. защитила кандидатскую диссертацию «Религиозные культы древнего Судана».
С 1995 г. заведует сектором «Специальные исторические исследования» в Отделе истории Востока Институт востоковедения РАН.
Участвовала в ряде археологических экспедиций: в 1991, 1992 гг. — в Российской этнографической экспедиции в Эфиопии под руководством М. В. Райт, в 1992—1998 гг. — во Французской археологической экспедиции в Седеинге (Судан) под руководством акад. Ж. Леклана.
В 1996 г. защитила докторскую диссертацию «Храмовые культы Мероэ. Исследование в области религии древнего Судана».
С 1996 г. руководит Российской археологической экспедицией ИВ РАН в Гизе (Египет). С 2008 г. — содиректор совместной Российско-итальянской археологической экспедиции в Абу Эртейле (Судан).
С 2000 г. директор, профессор Международного учебно-научного Центра египтологии им. В. С. Голенищева РГГУ. Читает курсы «Культурное наследие древнего Египта в средневековом исламе», «Идеология и легитимация власти в древних и раннесредневековых обществах».
Член Международной ассоциации египтологов, Международного Общества по изучению Нубии, член Французского и Английского египтологических обществ, член-корреспондент РАЕН.

## Научная деятельность
Область научных интересов — история и культура древнего Египта и Судана, Египет эпохи Древнего царства, древнеегипетская эпиграфика, нубиология, мероистика.
В книге «Религия Куша» (1984) исследуется пантеон царства Куш (Судан), организация религиозной службы, баланс светской и духовной власти, обряды, религиозная система общества. Основным источником является эпиграфика Куша. Религиозная жизнь изучается в контексте исторических событий. Тематика, связанная с изучением религиозной жизни древнего Судана, развивается в докторской диссертации «Храмовые культы Мероэ. Исследование в области религии древнего Судана», монографии «Мир богов Мероэ» (2000) и работах на английском языке «Gods and divine symbols of the ancient Sudanese civilization. Catalogue of the Sudan National Museum in Khartoum» (2006).
Э. Е. Кормышева активно популяризирует египетскую культуру и историю. Её перу принадлежат научно-популярные работы «Древний Египет» (2005) и «Египетский музей» (2011). В первой рассказывается об общем контексте египетской цивилизации, о достижениях в хозяйственной сфере, науках, письменности, традициях и обычаях, повседневной жизни Древнего Египта. Во второй описываются фонды Египетского музея (порядка 120 тысяч экспонатов всех исторических периодов Древнего Египта, в том числе 27 мумий фараонов и членов их семей).

## Основные работы
- Бог Мандулис // Вестник древней истории. 1974. № 4. С. 111—124.
- Культ Дедуна в Куше // Древний Восток I. К семидесятилетию профессора М. А. Коростовцева. М., 1974. С. 192—205.
- Топоним mh // Meроэ. Вып. 2. М., 1981. C. 125—134.
- Львиноголовый бог Апедемак // Meроэ. Вып. 1. M., 1977. C. 67-133.
- Религия Куша. М.,Наука (ГРВЛ). 1984. 264 с.
- Новые археологические открытия в Египте (1985—1987 гг.) // ВДИ. 1990. № 2. С. 186—191.
- Мир богов Мероэ. М., ИВ РАН / СПб, Летний сад. 2000. 364 с.
- Российская археологическая экспедиция в Гизе. Сезоны 1996—1998 гг. (предварительные результаты) // ВДИ. 2000. № 1. С. 160—182.
- Древний Египет. М., Весь Мир. 2005. 190 с.[1]
- К вопросу о семантике древнеегипетской гробницы (или рефлексии по поводу занятий египтологией) // ВДИ. 2005. № 2. С. 131—145.
- Gods and divine symbols of the ancient Sudanese civilization. Catalogue of the Sudan National Museum in Khartoum. Moscow: IOS RAS, 2006. 298 с.
- Древнеегипетский малый некрополь в Гизе // ВДИ. 2009. № 1. С. 199—214.
- Gott im seinen Tempel. Lokale Zuge und ägyptische Entlehnungen in der Kultur des Alten Sudans. Moskau: IOS RAS, 2010. 427 с.
- Египетский музей. М.: Директ-Медиа, 2011. 96 с.
- Rock-cut Tombs of the Eastern Necropolis at Giza in the Socio-Cultural Context of the Old Kingdom Egypt // Pre-Islamic Near East: history, religion, culture. Kiev, 2014. P. 93-122.
- Подставки для мероитских священных барок в контексте ритуала «туа пет» // Эпиграфика Востока. Т. XXXII. 2016. С.95 −131.
- Система водоснабжения и дренажа в храмах долины Нила // Восток. 2017. № 5. С. 6-18.